# Federica Carlotta di Brandeburgo-Schwedt

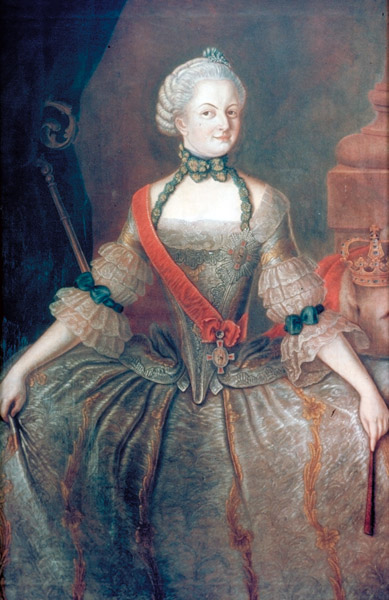
Federica Carlotta di Brandeburgo-Schwedt

Federica Carlotta Leopoldina Luisa di Brandeburgo-Schwedt, spesso indicata anche come una principessa di Prussia (Schwedt, 18 agosto 1745 – Altona, 23 gennaio 1808), fu l'ultima principessa-badessa dell'abbazia di Herford.

## Biografia
Federica Carlotta discendeva dalla casata di Brandeburgo-Schwedt, un ramo minore della casata reale prussiana. Era figlia del margravio Federico Enrico di Brandeburgo-Schwedt e di sua moglie, la principessa Leopoldina Maria di Anhalt-Dessau. Dopo il fallimento del matrimonio dei suoi genitori e la messa al bando imposta alla madre, dopo essere stata a Kolberg, Federica Carlotta, grazie al re Federico II, ottenne una carica nell'abbazia di Herford. Già nel 1755 il re prussiano la pose quale coadiutrice della badessa Edivige Sofia di Schleswig-Holstein-Gottorf, finendo per divenirne il successore designato.
Insieme a sua sorella Luisa, Federica Carlotta venne educata in parte nella corte prussiana. Il matematico Eulero scambiò con la principessa, tra il 1760 ed il 1762, numerose lettere in lingua francese aventi ad oggetto la matematica, la filosofia, ed altri temi. Tale corrispondenza venne stampata tra il 1769 ed il 1773, sotto il titolo di Lettere ad una principessa tedesca a Lipsia ed a San Pietroburgo. La sola edizione francese ebbe dodici ristampe. Eulero cercò all'interno dell'Illuminismo di analizzare in particolare le questioni della fisica, e di rendere divulgativa la formazione filosofica. Forse egli fu anche insegnante della principessa.
Il 13 ottobre 1764 Federica Carlotta divenne badessa di Hertfort, e di conseguenza posta a capo, quale imperiale principessa della locale libera abbazia imperiale. In tal veste gestì il patrimonio dell'abbazia e ne difese i diritti contro la città di Herford. Federica Carlotta risiedé ad Herford conducendovi un'esistenza principesca. Nel 1790 donò un'insegna religiosa per i cittadini posti sotto il suo dominio, comprensivo del convento di Santa Maria sul monte vicino ad Herford. Recenti indagini attestano però che ella avviò il convento verso un declino economico.
Anche se Federica Carlotta tentò di preservare i diritti dell'abbazia nei confronti dello stato prussiano, alla fine nel dubbio prevalse il volere del re. Allorché, a causa di una contraffazione testamentaria si avviò un procedimento penale di primo grado contro i domestici ed i dipendenti dell'abbazia, Federico Guglielmo III nominò nel 1798 una commissione immediata "per esercitare la tutela sui beni dalla signora badessa". La commissione venne sciolta nel 1799 ma, sebbene Federica Carlotta avesse affermato che solo a lei toccasse giudicare il proprio personale, i colpevoli vennero infine condannati da un tribunale prussiano nel 1800.
Il 15 agosto 1802 l'abbazia venne secolarizzata, ed il suo patrimonio incamerato dallo stato prussiano. La badessa e le monache ottennero una pensione. Davanti all'avanzare delle truppe rivoluzionarie francesi Federica Carlotta fuggì ad Altona, dove morì. Venne sepolta nella chiesa dell'abbazia.

## Ascendenza
|                                             |                                                 |                                                              | Genitori                                                |  |  | Nonni |  |  | Bisnonni                               |  |  | Trisnonni                            |  |
|                                             |                                                 |                                                              |                                                         |  |  |       |  |  | 8. Federico Guglielmo I di Brandeburgo |  |  | 16. Giorgio Guglielmo di Brandeburgo |  |
|                                             |                                                 |                                                              |                                                         |  |  |       |  |  | 8. Federico Guglielmo I di Brandeburgo |  |  | 16. Giorgio Guglielmo di Brandeburgo |  |
|                                             |                                                 | 17. Elisabetta Carlotta del Palatinato-Simmern               |                                                         |  |  |       |  |  | 8. Federico Guglielmo I di Brandeburgo |  |  |                                      |  |
| 4. Filippo Guglielmo di Brandeburgo-Schwedt |                                                 |                                                              |                                                         |  |  |       |  |  | 8. Federico Guglielmo I di Brandeburgo |  |  |                                      |  |
|                                             |                                                 | 9. Sofia Dorotea di Schleswig-Holstein-Sonderburg-Glücksburg | 18. Filippo di Schleswig-Holstein-Sonderburg-Glücksburg |  |  |       |  |  |                                        |  |  |                                      |  |
|                                             |                                                 | 9. Sofia Dorotea di Schleswig-Holstein-Sonderburg-Glücksburg | 18. Filippo di Schleswig-Holstein-Sonderburg-Glücksburg |  |  |       |  |  |                                        |  |  |                                      |  |
|                                             |                                                 | 9. Sofia Dorotea di Schleswig-Holstein-Sonderburg-Glücksburg | 19. Sofia Edvige di Sassonia-Lauenburg                  |  |  |       |  |  |                                        |  |  |                                      |  |
| 2. Federico Enrico di Brandeburgo-Schwedt   |                                                 | 9. Sofia Dorotea di Schleswig-Holstein-Sonderburg-Glücksburg |                                                         |  |  |       |  |  |                                        |  |  |                                      |  |
|                                             |                                                 | 10. Giovanni Giorgio II di Anhalt-Dessau                     | 20. Giovanni Casimiro di Anhalt-Dessau                  |  |  |       |  |  |                                        |  |  |                                      |  |
|                                             |                                                 | 10. Giovanni Giorgio II di Anhalt-Dessau                     | 20. Giovanni Casimiro di Anhalt-Dessau                  |  |  |       |  |  |                                        |  |  |                                      |  |
|                                             |                                                 | 10. Giovanni Giorgio II di Anhalt-Dessau                     | 21. Agnese d'Assia-Kassel                               |  |  |       |  |  |                                        |  |  |                                      |  |
| 5. Giovanna Carlotta di Anhalt-Dessau       |                                                 | 10. Giovanni Giorgio II di Anhalt-Dessau                     |                                                         |  |  |       |  |  |                                        |  |  |                                      |  |
|                                             |                                                 | 11. Enrichetta Caterina d'Orange                             | 22. Federico Enrico d'Orange                            |  |  |       |  |  |                                        |  |  |                                      |  |
|                                             |                                                 | 11. Enrichetta Caterina d'Orange                             | 22. Federico Enrico d'Orange                            |  |  |       |  |  |                                        |  |  |                                      |  |
|                                             |                                                 | 11. Enrichetta Caterina d'Orange                             | 23. Amalia di Solms-Braunfels                           |  |  |       |  |  |                                        |  |  |                                      |  |
| 1. Federica Carlotta di Brandeburgo-Schwedt |                                                 | 11. Enrichetta Caterina d'Orange                             |                                                         |  |  |       |  |  |                                        |  |  |                                      |  |
|                                             | 12. Giovanni Giorgio II di Anhalt-Dessau (= 10) | 24. Giovanni Casimiro di Anhalt-Dessau (= 20)                |                                                         |  |  |       |  |  |                                        |  |  |                                      |  |
|                                             | 12. Giovanni Giorgio II di Anhalt-Dessau (= 10) | 24. Giovanni Casimiro di Anhalt-Dessau (= 20)                |                                                         |  |  |       |  |  |                                        |  |  |                                      |  |
|                                             | 12. Giovanni Giorgio II di Anhalt-Dessau (= 10) | 25. Agnese d'Assia-Kassel (= 21)                             |                                                         |  |  |       |  |  |                                        |  |  |                                      |  |
| 6. Leopoldo I di Anhalt-Dessau              | 12. Giovanni Giorgio II di Anhalt-Dessau (= 10) |                                                              |                                                         |  |  |       |  |  |                                        |  |  |                                      |  |
|                                             |                                                 | 13. Enrichetta Caterina d'Orange (= 11)                      | 26. Federico Enrico d'Orange (= 22)                     |  |  |       |  |  |                                        |  |  |                                      |  |
|                                             |                                                 | 13. Enrichetta Caterina d'Orange (= 11)                      | 26. Federico Enrico d'Orange (= 22)                     |  |  |       |  |  |                                        |  |  |                                      |  |
|                                             |                                                 | 13. Enrichetta Caterina d'Orange (= 11)                      | 27. Amalia di Solms-Braunfels (= 23)                    |  |  |       |  |  |                                        |  |  |                                      |  |
| 3. Leopoldina Maria di Anhalt-Dessau        |                                                 | 13. Enrichetta Caterina d'Orange (= 11)                      |                                                         |  |  |       |  |  |                                        |  |  |                                      |  |
|                                             |                                                 | 14. Rodolfo Föhse                                            | 28. Cristoforo Föse                                     |  |  |       |  |  |                                        |  |  |                                      |  |
|                                             |                                                 | 14. Rodolfo Föhse                                            | 28. Cristoforo Föse                                     |  |  |       |  |  |                                        |  |  |                                      |  |
|                                             |                                                 | 14. Rodolfo Föhse                                            | 29. Eleonora Blandina Schulze                           |  |  |       |  |  |                                        |  |  |                                      |  |
| 7. Anna Luisa Föhse                         |                                                 | 14. Rodolfo Föhse                                            |                                                         |  |  |       |  |  |                                        |  |  |                                      |  |
|                                             |                                                 | 15. Agnese Ohme                                              | 30. Giovanni Ohme                                       |  |  |       |  |  |                                        |  |  |                                      |  |
|                                             |                                                 | 15. Agnese Ohme                                              | 30. Giovanni Ohme                                       |  |  |       |  |  |                                        |  |  |                                      |  |
|                                             |                                                 | 15. Agnese Ohme                                              | 31. Anna Betken                                         |  |  |       |  |  |                                        |  |  |                                      |  |
|                                             |                                                 | 15. Agnese Ohme                                              |                                                         |  |  |       |  |  |                                        |  |  |                                      |  |